# Jana Čižnárová
Jana Čižnárová (* 10. September 1993 in Trenčín) ist eine ehemalige slowakische Badmintonspielerin.

## Karriere
Ihren ersten internationalen Auftritt hatte Jana Čižnárová beim Sudirman Cup 2011, wo sie für das slowakische Team sowohl im Damendoppel mit Monika Fašungová als auch im Mixed-Doppel mit Michal Matejka spielte. Das slowakische Team, welches alle Spiele verlor, beendete den Wettbewerb schlussendlich auf dem 28. Platz. Nachdem sie bei der slowakischen Meisterschaft 2012 in Prešov das Finale im Dameneinzel erreichen konnte und dort nach der Finalniederlage gegen Monika Fašungová die Silbermedaille gewann, konnte sie im Jahr 2014 ihren größten nationalen Erfolg erreichen. Bei der slowakischen Meisterschaft 2014 in Košice konnte sie gemeinsam mit Gabriela Zabavníková slowakische Meisterin im Damendoppel werden. Zuvor durfte Jana Čižnárová vom 23. bis zum 27. April 2014 erstmals an den Europameisterschaften teilnehmen. Sie ging dort im Dameneinzel an den Start und unterlag nach einem Freilos in der ersten Runde in der zweiten Runde gegen die Deutsche Karin Schnaase.
Nachdem sie bei der slowakischen Meisterschaft 2015 in Trenčín das Finale erreichen konnte und dort Martina Repiská unterlag, vertrat Jana Čižnárová die Slowakei bei den Europaspielen 2015, welche zwischen dem 12. und dem 28. Juni ausgetragen wurden. Sie ging dabei im Dameneinzel an den Start. Nachdem sie ihr erstes Match in der Gruppenphase gegen die Slowenin Kaja Stanković gewinnen konnte, verlor sie die beiden folgenden Matches gegen die Italienerin Jeanine Cicognini und die Tschechin Kristína Gavnholt und schied so aus dem Wettbewerb aus. Im Jahr 2016 nahm sie zum zweiten Mal an den Europameisterschaften teil und ging in Mouilleron-le-Captif im Dameneinzel an den Start. Sie unterlag direkt in der ersten Runde der Belarussin Alessja Sajzawa und schied aus dem Wettbewerb aus. Im Anschluss nahm sie in Trenčín an der slowakischen Meisterschaft 2016 teil, wo sie das Finale erreichte. Dort unterlag sie wie im Vorjahr Martina Repiská. In der Folge beendete sie ihre Karriere.